# Marlinda Becker
Marlinda Becker (Zwijndrecht, 14 februari 1984) is een Nederlands honkballer.
Becker speelt bij de vereniging HSV in Zwijndrecht. Zij werd geselecteerd voor het Nederlands honkbalteam dat in 2010 zal uitkomen tijdens de wereldkampioenschappen die gehouden zullen worden in Venezuela van 12 tot 22 augustus. Ze maakt tevens deel uit van het damesteam van de Pink Panthers dat uitkomt in de reguliere herenbondscompetitie.